# Haubica

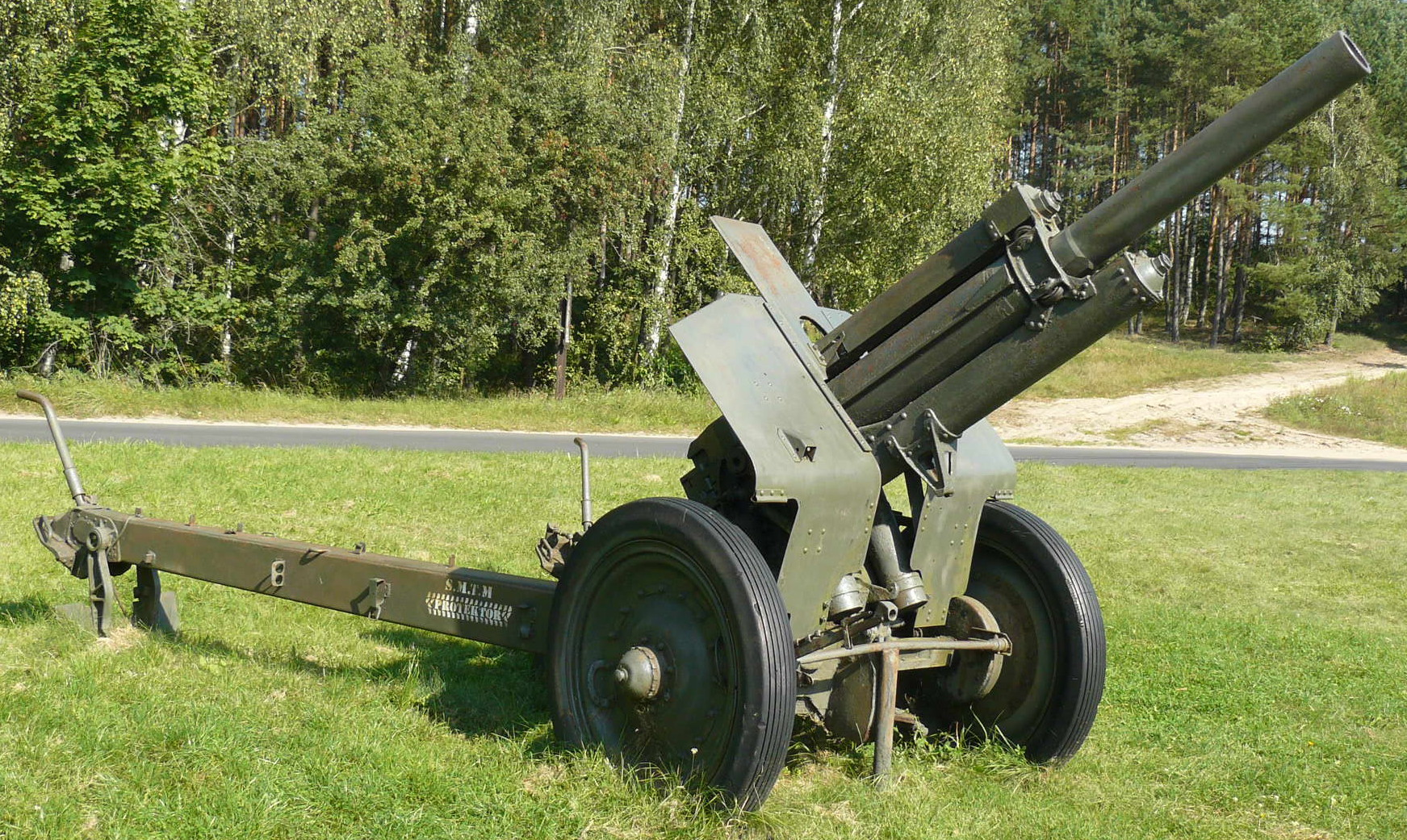
Haubica wz. 1938 (M-30) kalibru 122 mm

Haubica – działo dużego kalibru (od około 75 mm wzwyż), przeznaczone głównie do strzelania stromotorowego. Obecnie podstawowy rodzaj dział artylerii polowej. Stosowana przede wszystkim do prowadzenia ognia do celów ukrytych za przeszkodami terenowymi. Dzięki zastosowaniu zmiennych ładunków miotających jest możliwe dokonanie zmiany stromości toru pocisku i donośności strzelania przy tym samym (stałym) kącie podniesienia. 
Historycznie było to działo o krótkiej lufie (od 10 do 30 kalibrów) i małej prędkości początkowej pocisku. Obecnie haubicami nazywane bywają także działa o długiej lufie (od 39 do 52 kalibrów), strzelające stromotorowo (haubicoarmaty).

## Etymologia
Swoją nazwę haubica wywodzi  z czeskiego houfnice od houf „tłum”, co z kolei jest zapożyczeniem ze średnio-wysoko-niemieckiego słowa Hūfe lub Houfe (współczesne niem. Haufen) oznaczającego „mnóstwo”.
Podczas wojen husyckich w latach dwudziestych i trzydziestych XV wieku Czesi mieli krótkolufowe houfnice do strzelania z bliska do zwartych szyków piechoty lub szarżującej kawalerii, co miało płoszyć konie. W języku niemieckim słowo to przybrało formę aufeniz i w takiej postaci pojawiło się w dokumentach około 1440 roku; później przekształciło się w Haussnitz i w końcu w Haubitze, skąd wzięła się polska haubica.

## Historia

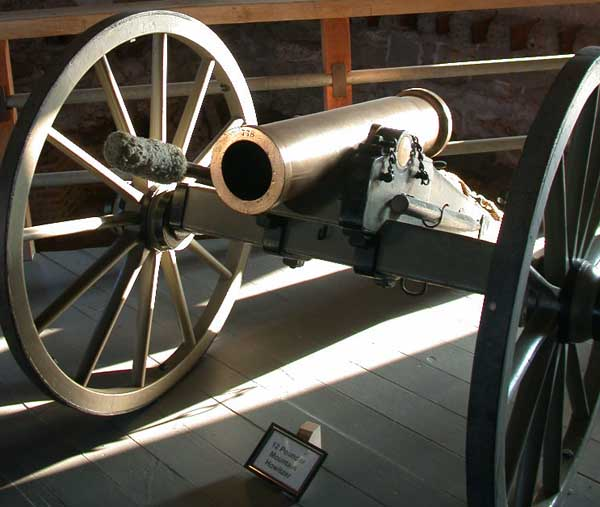
Najdłużej używana XIX-wieczna amerykańska haubica górska

Nowożytne haubice pojawiły się w Szwecji pod koniec XVII wieku. Przeznaczone były do działań oblężniczych, a okazały się szczególnie skuteczne w miotaniu żeliwnego pocisku wypełnionego prochem lub innym materiałem wybuchowym do wnętrza fortecy. W odróżnieniu od współczesnych im moździerzy, które strzelały pod stałym kątem, a zasięg regulowała ilość materiału miotającego, haubice mogły strzelać pod wieloma kątami.
W połowie XVIII wieku liczne kraje europejskie zaczęły wprowadzać haubice na tyle mobilne, że mogły towarzyszyć armii w polu. Te działa polowe ceniono za to, że strzelały pod zmiennym kątem i że można było stosować w nich granaty artyleryjskie.
W imperium osmańskim i w carskiej Rosji w końcu XVIII wieku pojawiły się haubice (lub raczej haubicoarmaty), zwane jednorogami, które były użytkowane przez następne sto lat.
W połowie XIX wieku niektóre armie zaczęły usprawniać swą artylerię poprzez wprowadzenie gładkolufowych dział mogących strzelać zarówno pociskami pełnymi, jak i eksplodującymi. Najbardziej znaną haubicoarmatą tego rodzaju był 12-funtowy Napoleon, broń konstrukcji francuskiej, używana przez obie strony amerykańskiej wojny secesyjnej. Najdłużej używanym XIX-wiecznym działem była amerykańska haubica górska, która  uczestniczyła zarówno w wojnie z Meksykiem jak i z Hiszpanią.
W 1859 roku armie europejskie (także te, które niedawno wprowadziły u siebie haubicoarmaty) zaczęły przezbrajać swą artylerię na działa gwintowane. Nowe działa mogły używać pocisków o wydłużonym kształcie, które – mimo mniejszego kalibru – zawierały więcej materiału wybuchowego.

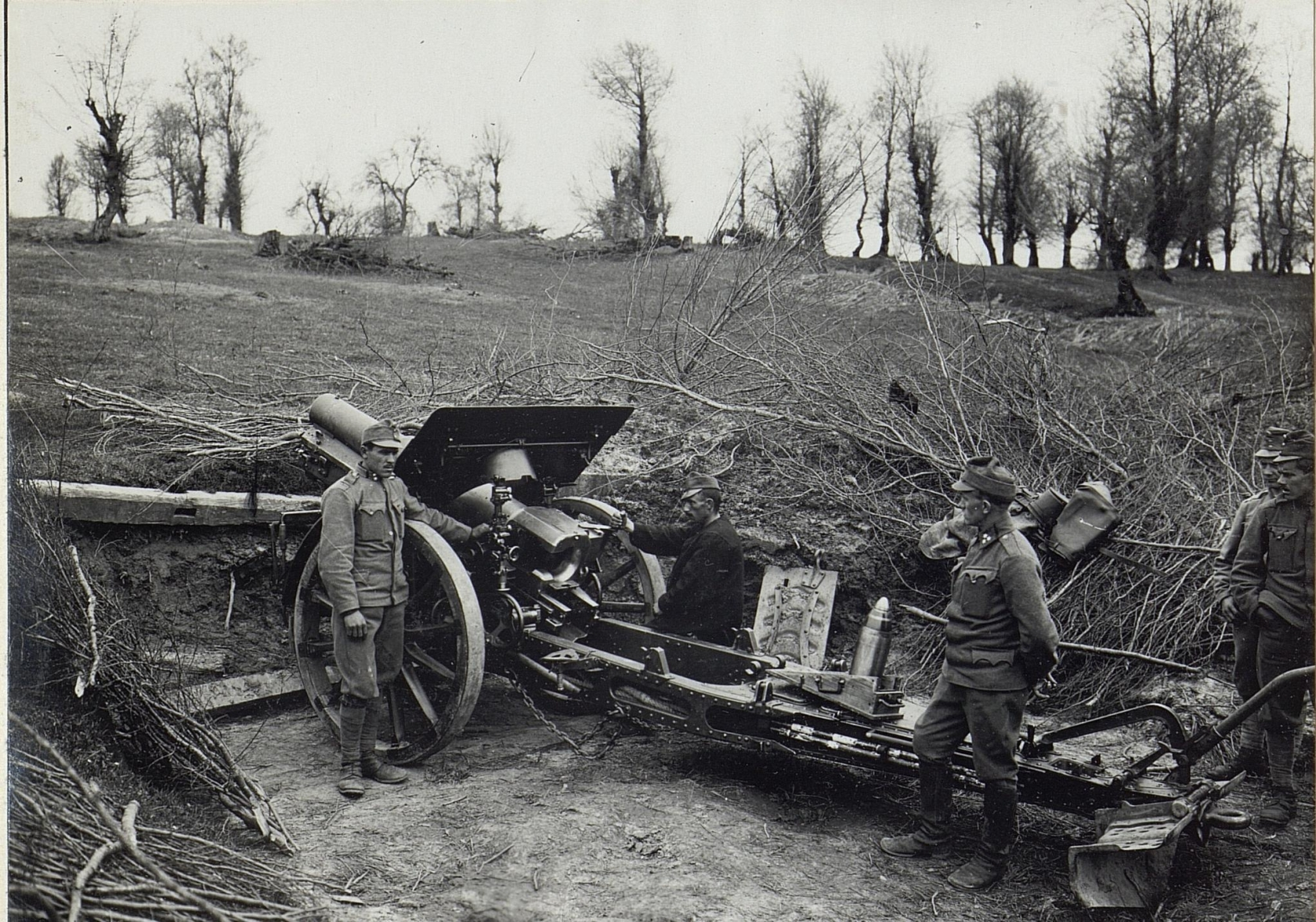
Stanowisko austro-węgierskiej ciężkiej haubicy M.14 w czasie I wojny światowej

Na początku XX wieku broń ta wykorzystywana była głównie do burzenia fortyfikacji, następnie do zwalczania celów będących w ukryciu. Powszechnie stosowana zarówno w pierwszej, jak i drugiej wojnie światowej.
Z uwagi na krótsze lufy, haubice miały mniejszą masę i rozmiary od armat tego samego kalibru. Dzięki temu, przy porównywalnej masie, można było zwiększać kaliber haubic, a przez to strzelały one znacznie skuteczniejszymi cięższymi pociskami. Doświadczenia II wojny światowej wykazały, że haubice są najbardziej uniwersalnymi działami polowymi, a ich główną słabością w stosunku do armat jest ograniczona zdolność do zwalczania celów opancerzonych ogniem na wprost. W celu  zwiększenia donośności strzału, w tym okresie szerzej zaczęto stosować haubice o dłuższej lufie, nazywane haubicoarmatami (armatohaubicami). Przewaga armat nad haubicami w ogniu na wprost stała się mniej istotna, gdy w trakcie wojny zadanie zwalczania broni pancernej powierzono głównie wyspecjalizowanym armatom przeciwpancernym, skuteczniejszym od armat polowych. Dodatkowo zaś, haubice zyskały możliwość zwalczania czołgów ogniem na wprost przy użyciu pocisków kumulacyjnych.

### Współczesność

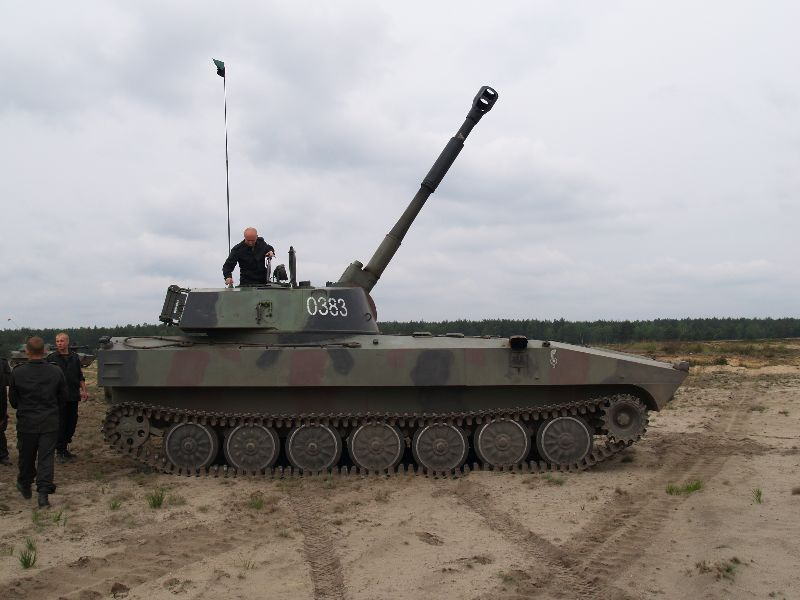
Haubica samobieżna 2S1 Goździk Wojska Polskiego

Po II wojnie światowej dla uzyskiwania większych donośności strzału coraz częściej konstruowano uniwersalne haubicoarmaty z lufami o dużym wydłużeniu, które zbliżyły się w ten sposób do armat, zachowując możliwość strzelania na dużych kątach podniesienia. Na świecie powszechnie zaczęto działa te określać po prostu jako haubice. Odrębna kategoria armat polowych natomiast stopniowo zanikła. 
Najczęściej spotykane haubice mają kaliber 105, 122, 152, 155 i 203 mm. Znane są haubice opancerzone oraz samobieżne (na samobieżnych podwoziach, najczęściej gąsienicowych), przystosowane do pokonywania przeszkód wodnych; nieopancerzone, ciągnięte haubice o okrężnym ostrzale, przystosowane do przerzutu transportem powietrznym, wykorzystywane są przez wojska powietrznodesantowe.
Współczesne haubice (haubicoarmaty) mają na ogół lufy o długości 39–52 kalibrów. 